# アヴリレ
アヴリレ （Avrillé）は、フランス、ペイ・ド・ラ・ロワール地域圏、メーヌ＝エ＝ロワール県のコミューン。アンジェ北西の周辺コミューンである。

## 地理
アンジェから5kmほど離れたバンリューである。比較的平坦な土地で、かつては森に覆われていた土地であり、スレート石と砂岩が豊富である。

## 由来
古代、Aprilis はローマ人の土地所有者の名であり、彼のヴィラもその名で呼ばれていた。これが Avrillé の語源と考えられる。Aprilis は、オーリヤックやオルリーといった都市名の語源でもある。12世紀には Avrilleium、その後13世紀に Auvrille および Avrilleio となり、16世紀から17世紀の間に Apvrille となった。Avrillé が定着するのは18世紀を俟つ。

## 歴史

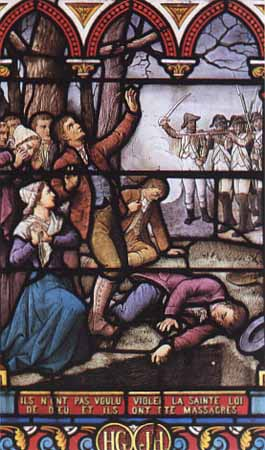
アヴリレの銃殺刑を描いた礼拝堂のステンドグラス

オヴリレ（Auvrillé）教区が創設された12世紀以降のアヴリレの歴史は、それ以前より容易に辿ることができる。それまで、現在のコミューンにあたる領域はアンジュー伯領だった。1129年、アンジュー伯フルク5世が十字軍に加わる際に領地の一部をロンスレ修道院院長に寄進し、そこに町を設けることを認めた。サン・ジル教会が建立されたのはその際である。この時代、アンジューでは初めて、アヴリレのスレート石採掘が始められた。
アンシャン・レジーム時代、貧しく小さな田舎の村だったアヴリレの住民は、スレート石とワイン生産のみならず子守りによっても生活の糧を得ていた。17世紀末以降は、コミューンの境界線は変化していない。
アヴリレは1791年に、首長が行政を行うコミューンとなった。ヴァンデ戦争中の1794年1月から4月にかけ、863人から3000人といわれる男女がアヴリレの地で銃殺された。処刑の地はすぐに犠牲者の地（Champ des Martyres）と呼ばれ、アンジューの巡礼地になった。19世紀には礼拝堂が建設された。ローマ教皇ヨハネ・パウロ2世は2000人の犠牲者のうち99人を列福した。列福されたなかにオディール・ボールガールとマリー・アンヌ・ヴォワロという慈善行為を行っていた修道女が二人含まれており、彼女たちの名は町の通りの名となっている。
19世紀のアヴリレは、アンジェ郊外にある小さな農村、労働者階級のコミューンであった。スレート石の露天掘りは工業に利用されていた。村の成長は非常にゆっくりだった。第一次世界大戦で戦死した出身者は45人だった。戦間期には、比較的大規模な開発事業がいくつか行われた。1925年、ロワの森が伐採され、住宅団地が建設された。1926年に電化され、1929年にはパルク・ド・ラ・エ住宅団地建設工事が着工された。1939年、建築家エルネスト・ブリカールがフランス航空会社のためにアンジェ＝アヴリレ航空学校を建設した。
ナチスはドイツ海軍の基地としてこの場所を利用し、爆撃機を格納した。アヴリレは1944年夏、連合国側の爆撃の軍事標的となった。第二次世界大戦では15人の住民が命を落とした。1950年代までは、アヴリレはアンジェ郊外の小さくて貧しい、農民と労働者の町だった。幹線道路しか舗装されておらず、町の通りはいまだ土がむき出しだった。
1950年代から1960年代にかけて、2代の市長による推進のもと（エミール・サヴィニェールとイヴ・ベスニエ）、アヴリレの町は徐々に現在のような都市に発達した。現代的な住宅が建設され、道路が舗装され、人口は3倍になった。
コミューンは、戦争の余波による特別な注意の対象である。陸軍は、リサイクル・センターや住宅の近くにあるコミューンの湖に、不発弾およそ7000トン（そのうち90%が1914年から1918年に投棄されており、400万の手りゅう弾が含まれる）を投棄していたのである。

## 人口統計
| 1962年 | 1968年 | 1975年 | 1982年 | 1990年 | 1999年 | 2008年 | 2013年 |
| ------ | ------ | ------ | ------ | ------ | ------ | ------ | ------ |
| 3034   | 4603   | 9386   | 10811  | 12878  | 12991  | 12663  | 12972  |

参照元:1962年から1999年まで人口の2倍カウントなし。1999年までEHESS/Cassini、2004年以降INSEE